# Essaïd Belkalem
Essaïd Belkalem, född 1 januari 1989, är en algerisk fotbollsspelare. 
Han var med i Algeriets trupp vid fotbolls-VM 2014.